# László Gyula (történész)
László Gyula (Kőhalom, 1910. március 14. – Nagyvárad, 1998. június 17.) Széchenyi-díjas magyar régész-történész, képzőművész, egyetemi tanár.

## Életpályája
Elemi iskoláit Kőhalomban és Kolozsváron végezte, 1928-ban Budapesten érettségizett. A Magyar Képzőművészeti Főiskolai tanulmányait 1933-ban végezte el. Tanárai közt olyan neves művészek voltak, mint Rudnay Gyula, Réti István, Csók István, Glatz Oszkár, Lyka Károly. Művészettörténet, néprajz, magyar, földrajz, régészet szakot hallgatott. 1935-ben a budapesti tudományegyetemen bölcsészdoktori oklevelet szerzett. Egyetemi évei alatt dolgozott a Hopp Ferenc Kelet-ázsiai Művészeti Múzeumban, valamint a Magyar Nemzeti Múzeumban gyakornokként. Később a Múzeumi Központban előadó lett, majd a Nemzeti Múzeum középkori osztályának vezetője.
Tanulmányúton Londonban, Rómában, Párizsban, és Firenzében járt. 1938-ban megkapta a Harriseion-ösztöndíjat, mintegy fél évig volt lehetősége Görögországban, a görög és a bizánci művészeteket tanulmányozni. 1940–1949 között Kolozsvárott volt egyetemi tanár. Székelyföldön népdalokat tanult, fejfákat, bútorokat rajzolt, festett. Ezenkívül kortársairól mintegy 600 portrét rajzolt és festett. Megtanulta a bronz-, kő-, és faszobrászatot, valamint a terrakotta- és éremkészítést is. Miután visszatért Budapestre, a Magyar Nemzeti Múzeumban kiállítások ügyeivel foglalkozott, 1957 és 1980 között a budapesti tudományegyetem tanára, tanszékvezetője volt. 1980-ban nyugdíjba vonult.
Az 1960-as évek közepén alkotta meg kettős honfoglalásról szóló bizonyítatlan elméletét, majd a szvidéri-elméletként ismertté vált, ugyancsak bizonyítatlan eredet-elméletet. Hipotézise szerint az első szakasz 670 körül volt (az ún. „griffes-indás kultúra” vagy „kései avarok” leletanyagának megjelenése), míg a második szakasz a jól ismert 9. század végi bejövetel, amely során Árpád fejedelem vezetésével megtörtént a „második” honfoglalás. A kettős honfoglalás elmélete a román soviniszták által hirdetett dák–római folytonosság elméletéhez hasonló hamis nemzeti mítoszt hirdet, hiszen mindkét elmélet a valóságosnál régebb óta tartó Kárpát-medencei jelenlétet hirdet valamely nép esetében – azonban míg a dák–római folytonosság elmélete a románok kapcsán teszi ezt, addig a kettős honfoglalás elmélete a magyarok kapcsán hirdet hamis nemzeti mítoszt.[forrás?]
Bálint Csanád régész így fogalmazott az elmélettel kapcsolatban: „Úgy tűnhetik, hogy azzal a magyar tudományosság mégiscsak benevezett a »ki volt itt hamarabb?« című, valójában megmosolyogtató játékba. De tudni kell, hogy ezt az elméletet itthon és külföldön az érintett diszciplínák minden szakembere elutasította.”
Györffy György történész az elmélet kapcsán kiemelte: „A kettős vagy többszörös honfoglalás elméletét történeti és nyelvészeti forrásanyag ugyanúgy nem támasztja alá, mint ahogy nem egyeztethető a néppé válás folyamatának legújabban megismert törvényszerűségeivel.”

## László Gyula és a finnugor nyelv- és néprokonság
László Gyula tagadta a történeti nyelvészek kis létszámú, etnikailag többé-kevésbé egységes közösségről, uráli/finnugor nyelvű ősnépességről, és az e nép által lakott, viszonylag kompakt és jól körülhatárolható őshazáról szóló elképzelését. Meglátása szerint a régészet és a néprajz nyújtotta tapasztalatok alapján ilyen, kis területen sűrűn élő, primitív néptömeg elképzelhetetlen, mert a halász-vadász-gyűjtögető fokon egy kisebb család eltartásához is igen kiterjedt terület szükséges, méghozzá folyópartokon és tópartokon, mert az erdő csak korlátozottan szolgál forrásként. Példája szerint a mai obi-ugorok kis települései is 20-30 kilométerre vannak egymástól.
Mivel tagadja az uráli/finnugor ősnépre és őshazára vonatkozó hagyományosnak tekinthető elképzelést, ezért elveti a hozzá kapcsolódó, ezen ősnép felbomlására épülő, szétvándorlásos nyelvfejlődési modellt is, amely szerint a lassan nyugat felé húzódó ősnépességről nagyobb néprészek szakadtak le, s végeredményben ezek képeznék a későbbi obi-ugor, permi, volgai és keleti-tengeri finn nyelvi tömbök alapját. Kiemeli, hogy a feltételezett vándorlással érintett területek – az erdős vidék déli pereme – eléggé ismertek régészetileg, és ilyen keletről nyugatra, vagy egyesek szerint nyugatról keletre történő vándorlást nemigen lehet nyomon követni.
Azt ugyanakkor elismeri, hogy az uráli/finnugor nyelvű népek nyelveinek rokonsága nem vitatható. Viszont, ha az uráli népek ősei sosem élhettek együtt egykor kis területen, tömören, s nem ezek szétvándorlása magyarázza a ma nyelvláncban elhelyezkedő finnugor népek rokonságát, akkor másféle magyarázatot kell találni a nyelvi rokonságra.
László szerint ez a rokonság kizárólag nyelvi; az uráli/finnugor nyelvű népek mind műveltségükben (népzene, népművészet, tárgykultúra), mind embertani értelemben különböznek egymástól. Szerinte néhány tipológiai hasonlóságot leszámítva az uráli/finnugor nyelvek közti hasonlóság is csak a szókincsre, annak is egy különleges rétegére, az alapvető kommunikációt lehetővé tévő szavakra korlátozódik.
E meglehetősen korlátozott közös szókincsen kívül minden nyelvnek hatalmas, egymással semmi rokonságot nem mutató szókincse van, amit a nyelvészek hagyományosan a nyelvek külön életében keletkezett újításokként kezelnek. De erre semmiféle közvetlen vagy közvetett bizonyíték nincs, és épp úgy tartozhattak az egyes finnugor nyelvek ősi szókészletébe is. Ha viszont az egyes nyelvek egymással nem rokon szókincse javarészt nem későbbi fejlemény, hanem ősi nyelvük maradványa, ez egyúttal azt is jelenti, hogy egykor e népek különböző nyelveken beszéltek és a közös finnugor szókészlet jövevény náluk, vagyis a nyelvcsalád poligenetikus és nem létezett a szó hagyományos értelmében vett uráli/finnugor alapnyelv.
Mivel a régészeti vizsgálatok eredményei azt mutatják, hogy a finn nép a Keleti-tenger partján alakult ki, és ugyanilyen helyi alakulást fedezett fel Valerij Nyikolajevics Csernyecov az obi-ugorok esetében, így ugyanilyen sejthető a permi és volgai finnugor népek esetében is.
László elmélete szerint az uráli nép azonos lehet azzal, amely a swideri műveltséget létrehozta, tehát eszerint a dél-ukrajnai keleti-gravetti műveltség északra vándorolt népének egyik ága. Szerinte, ha e feltevés helyes, ebből jól magyarázható az uráli/finnugor nyelvek kialakulása. Ugyanis a swideri műveltség (i. e. 11.000–5.000) területe a mai Közép-Lengyelországtól az Urál hegységig húzódott. Felette a kunda-sigíri műveltség népeinek tömbjei figyelhetők meg. A swideri műveltség népe és a fölötte elterülő területet lakó kunda-sigíriek közt kapcsolat keletkezett, méghozzá tömbönként külön-külön. Az életfontosságú szókincset vették át, ugyancsak külön-külön. Tehát közlekedő nyelv (pidzsin) keletkezett, amelynek alapja a swideri-uráli nyelv volt. E közlekedő nyelv segítségével megértethették magukat a swideriekkel, s egyúttal egymással is. Ezt a közlekedő, egymással közvetett rokon nyelvsort értelmezik a történeti nyelvészek genetikus egységként, s nevezik uráli/finnugor nyelveknek. Így értelmezhető az a megállapítás, hogy az uráli nyelvből származtak a különböző finnugor nyelvek. Arra a következtetésre, hogy ez az uráli ősnyelv talán a kialakuló magyar népnek lett volna nyelve, szerinte csak az adna okot, hogy a magyarok lélekszáma – történelme folyamán elszenvedett hatalmas vérveszteségei ellenére – az összes finnugor nyelvű népek kétszerese.

## László Gyula és Erdély

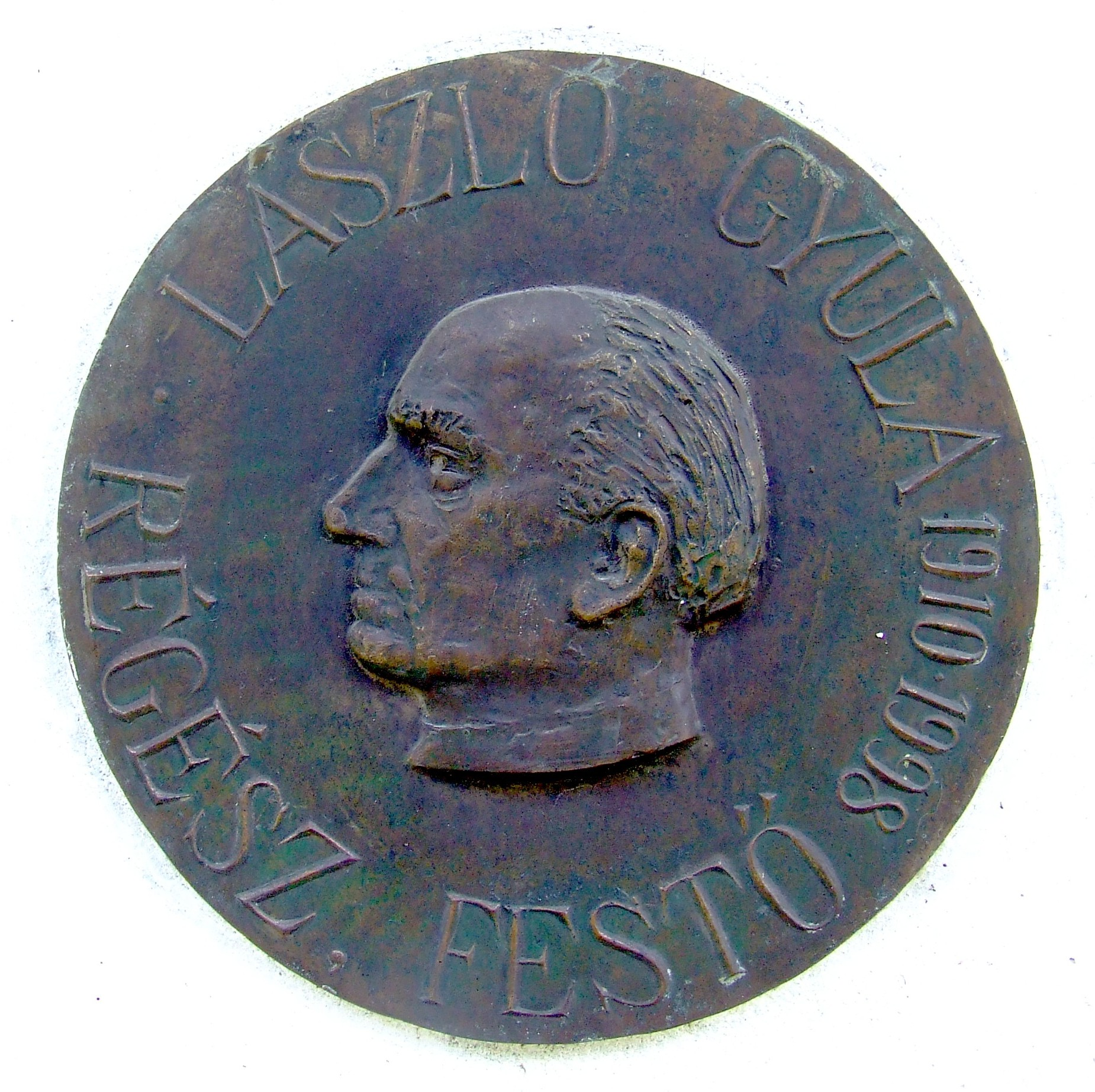
László Gyula dombormű a székelyudvarhelyi Haáz Rezső Múzeum falán

Erdélyben megjelent munkáiban Erdély településtörténetének a nyers táj átalakítására gyakorolt hatását vizsgálta; a bánsági Mokrin mellett feltárt avar sír leletanyagából a keleti lovasnépek ősvallásának eddig ismeretlen vonatkozásaira következtetett. Kolozsvárt folytatta a pogány magyarok 1914 előtt elkezdett Zápolya utcai sírkertjének feltárását, s ugyanebben az időben jelentette meg kötetét is A honfoglaló magyar nép élete címmel.
Különféle folyóiratokban megjelent számos tanulmánya az erdélyi népdalok, népszokások, mesék jelképeit magyarázza meg, bemutatja régi korok szerszámait és használati tárgyait, a lovasnépek hiedelemvilágát, s számos nemzeti kegytárgyról – Lehel kürtjétől s Szent István kardjától – a Petőfi-mondaképződésekig minden nosztalgia és múltba feledkezés nélkül helyreállítja a valóságos képet. Munkái művészkeze nyomán sajátos képszerűséget kapnak, így Hunor és Magyar nyomában c. írt és megrajzolt kiadványa valóságos népkönyvvé vált, akárcsak 50 rajz a honfoglalókról c. munkája.
Mint művészettörténész a Termés hasábjain közölt cikkeivel (1942-44) a fiatal művésznemzedék útját egyengette. Forradalmak az újkori művészetben c. munkája összefoglalta a nonfiguratív művészeti irányzatokat (1945). Ugyanekkor egy marosvásárhelyi képtárlaton az ismert erdélyi magyar művészekkel együtt felvonultatta a fiatalokat is, akiket külön kiállításokon mutatott be a Bolyai Tudományegyetemen s értékelt az Utunk hasábjain (1946-49). Az erdélyi tárgykörhöz Erdélyből való távozása után is hű maradt. Barcsay Jenő képei előtt (1966/5), Utolsó beszélgetés Nagy Alberttel (1972/8-9) és Baráti sorok Incze Jánosról (1974/2) c. tanulmányait a Korunk közölte. Előszavával jelent meg Nagy Imre Kétszáz rajz c. albuma (1973), amely szerint – jellegzetes párhuzamban – "még a mítoszteremtő Tamási Áron és a nyers valóság poétája, Nagy Imre is valóban egymás képére formálódnak". Egyébként nemcsak a zsögödi művész, hanem ő maga is rajzokban örökítette meg erdélyi író-kortársait. Művei közt egy Medgyessy-monográfia vagy Leonardo-, Michelangelo-, Raffaelo-, Botticelli-tanulmány is időtlen európai szépségek szerelméről vall.

## Halála
Az 1990-es években gyakran járt Erdélyben, körutakat tett, körútjai során számos helyen tartott történelmi előadásokat, egyik 1998-as körútja alkalmából érte a halál Nagyváradon, éppen amikor már Sepsiszentgyörgyre indult volna újabb előadást tartani.

## Emlékezete
- Alsócsernáton kopjafa
- Dombormű az ópusztaszeri Nemzeti Történeti Emlékparkban
- Róla elnevezett gimnázium és általános iskola Újpalotán, Budapesten
- Tiszteletére megalapították Budapesten a László Gyula Történelmi és Kulturális Egyesület.[8]
- »„Áldom a Teremtőt” I-II. – Portréfilm László Gyuláról« címmel rendezett filmet róla Jelenczki István[9]
- A nevét viseli a László Gyula Intézet, amelyet 2017. december 29-én hoztak létre.[10]
- A Magyar Unitárius Egyház nevezetes tagjai között tartja számon.[11]

## Művei
- Kolozsvári Márton és György Szent-György szobrának lószerszámja. Kolozsvár, 1942
- A honfoglaló magyarok művészete Erdélyben. Kolozsvár, 1943
- A koroncói lelet és a honfoglaló magyarok nyerge = Der Grabfund von Koroncó und der Altungarische Sattel. Archaeologia Hungarica (27). Magyar Történeti Múzeum, Budapest, 1943
- Erdély településtörténetének vázlata Szent István koráig. Kolozsvár, 1943, Erdélyi Tudományos Füzetek 165.
- A honfoglaló magyar nép élete. Kolozsvár, 1944
- A korszerű Régészeti Múzeum. Tanulságok a kievi történeti múzeum kiállításáról. Kolozsvár, 1945, Erdélyi Tudományos Füzetek 191.
- A népvándorlás lovasnépeinek ősvallása. Budapest, 1946
- Lehel kürtje. Budapest, 1953
- Études archéologiques sur l'histoire de la société des Avars, 1955
- Őstörténetünk legkorábbi szakaszai. Budapest, 1961
- Hunor és Magyar nyomában. Budapest, 1967
- Az ősember művészete. Budapest, 1968
- A népvándorláskor művészete Magyarországon. Budapest, 1970
- A honfoglalókról. Diószegi Vilmos emlékének. Budapest, 1973
- Vértesszőlőstől Pusztaszerig. Élet a Kárpát-medencében a magyar államalapításig. Budapest, 1974
- A bócsai fejedelmi sír és a keceli kard. Cumania IV., 1976
- Régészeti tanulmányok. Budapest, 1977
- A nagyszentmiklósi kincs. (Társszerző.) Budapest, 1977
- Művészetről, művészekről. Írások a képzőművészetről. Budapest, 1978
- A „kettős honfoglalás”. Budapest, 1978
- „Emlékezzünk régiekről”. A Kárpát-medence egykori népeinek története és a magyar honfoglalás. Budapest, 1979
- Őstörténetünk. Egy régész gondolatai néppé válásunkról. Budapest, 1981
- 50 rajz a honfoglalókról. Budapest, 1982
- Számadás népünkről. Budapest, 1986
- Árpád népe, monográfia. Budapest, 1988
- Őseinkről. Budapest, 1990
- Arckép és kézírás. 1–2. Köt. Veszprém, 1992
- A Szent László-legenda középkori falképei. Budapest, 1993
- A zuevói temető; előszó Fodor István; Magyar Nemzeti Múzeum, Budapest, 1993
- 1910-ben születtem... Egy a XX. századot végigélt magyar ember emlékezései; műmelléklet Kodolányi Sebestyén; Életünk Szerkesztősége–Magyar Írószövetség Nyugat-magyarországi Csoportja, Szombathely, 1995 (Életünk könyvek)
- A honfoglaló magyarok. Budapest, 1996
- Ex libris. Mesterségem: régész. Budapest, 1996
- Góg és Magóg népe. A szerző válogatása életművéből; Trikolor–Intermix, Budapest, 1996 (Örökségünk)
- The Magyars. Their life and civilisation (A honfoglaló magyarok); angolra ford. Timothy Wilkinson; Corvina, Budapest, 1996
- Múltunkról utódainknak 1-2.; Püski, Budapest, 1999
- Erdősi Katalin–László Gyula: Amikor beáll a csend. Pesthidegkúti emlékkönyv; Pesthidegkút Alapítvány, Budapest, 2000
- Találkozásaim. Beszélgetések a kortársakkal; Szabad Tér, Budapest, 2003
- A "kettős honfoglalás"; 2. jav. kiad.; Helikon, Budapest, 2004
- Das awarenzeitliche Gräberfeld in Csákberény-Orondpuszta; szerk. Szentpéteri József, németre ford. Albrecht Friedrich; MNM–MTA BTK Régészeti Intézet, Budapest, 2015 (Monumenta Avarorum archaeologica 11.)
- Kőhalomtól Nagyváradig. Pesti Vigadó, 2017. február 6–március 19.; szerk. László Zoltán; Magyar Művészeti Akadémia, Budapest, 2017
- Magyar régészek a háborús Kijevben. Fettich Nándor kijevi naplója és László Gyula naplótöredéke; sajtó alá rend. Fodor István; Magyar Nemzeti Múzeum, Budapest, 2018
- Régészeti tanulmányok az avar társadalom történetéhez; Püski–NMI, Budapest, 2019
- Kortársak. Válogatás László Gyula régészprofesszor író- és költő kortársait megörökítő rajzaiból. Klebelsberg-kastély, Emlékház. Budapest, 2020. július; szerk. Albrecht Beáta; Visegrádi Négyek Építészeti Alapítvány, Budapest, 2020

## Díjak, elismerések
- 1988 Fitz József-díj
- 1991 Széchenyi-díj – Kimagasló tudományos életműve, iskolateremtő munkássága elismeréseként.
- 1993 Nagy Lajos-díj
- 1993 Budapestért díj
- 1995 A Magyar Köztársasági Érdemrend középkeresztje a csillaggal
- 1995 Magyar Örökség díj
- 1999 posztumusz Magyar Kultúra Lovagja díj
- Finn Oroszlán lovagja
- Munka Érdemrend arany fokozata
- Aranykoszorús csillagrend
- Kiváló tanár

## Kapcsolódó információk
- Pesti János, Élet és Irodalom, 1980. június 19.
- Kardos István, Élet és Tudomány, 1991. május 17.
- Unitárius Élet, 1992. IX-X
- Kézirat, 1994. szeptember 14.
- Portréfilm, Duna Televízió, 1995. december 30.
- Radics Géza: Eredetünk és őshazánk. Gondolatok és észrevételek László Gyula professzor a "kettős honfoglalás" elmélete körül; szerzői, Bp., 1993
- László Gyula ajánló bibliográfia; összeáll. Urbán Péterné; Rákóczi Ferenc Megyei Könyvtár, Miskolc, 1996
- Tender meat under the saddle. Customs of eating, drinking and hospitality among conquering Hungarians and nomadic peoples. In memory of Gyula László (1910-1998); szerk. Laszlovszky József, angolra ford. Alice M. Choyke, Bartosiewicz László; Medium Aevum Quotidianum, Krems, 1998 (Studia archaeologica mediae recentisque aevorum Universitatis Scientiarum de Rolando Eötvös Nominatae)
- László Gyula, 1910–1998. Emlékkönyv; szerk. Balassa Iván, László Emőke; Püski, Bp., 2001